# Bareback Ridge
Bareback Ridge (englisch wörtlich für Nacktrückengebirgskamm) ist ein unregelmäßiger Gebirgskamm im Zentrum der Insel Annenkov Island im Archipel Südgeorgiens. Er erstreckt sich vom Olstad Peak in nördlicher Richtung.
Das UK Antarctic Place-Names Committee benannte ihn 1977 deskriptiv wegen des Fehlens jeglicher Vegetation auf dem Grat und an den Flanken des Gebirgskamms.